# Max Derruau
Max Derruau ( 1920, Capestang (Departamento de Hérault) - 2004) fue un geógrafo francés, especializado en geomorfología, aunque escribió numerosos manuales traducidos a varios idiomas, en diversas ramas de las ciencias geográficas, incluyendo un texto de Geografía Humana, traducido también al español (). Fue profesor en la Universidad de Clermont-Ferrand.